# Goephanes obliquepictus
Goephanes obliquepictus là một loài bọ cánh cứng trong họ Cerambycidae.